# Billy Powell
William Norris „Billy“ Powell (3. června 1952, Corpus Christi, Texas, Spojené státy – 28. ledna 2009, Orange Park, Florida, Spojené státy) byl americký hudebník a dlouholetý klávesista jižanské rockové skupiny Lynyrd Skynyrd. Hrál s ní od roku 1972 do roku 1977, kdy několik členů zahynulo při letecké nehodě (on přežil) a následně od roku 1987, kdy byla v nové sestavě obnovena, až do své smrti v roce 2009. Předtím, než se stal členem kapely, pracoval jako její roadie. V letech 1978 a 1979 hostoval na albech Special Delivery a Rockin' into the Night kapely 38 Special. Také působil ve skupině Rossington Collins Band, kterou založili kytaristé Lynyrd Skynyrd Gary Rossington a Allen Collins, a po jejím rozpadu v Allen Collins Band. V 80. letech působil ve skupině Vision, se kterou nahrál tři alba. V roce 1993 hostoval na albu Native Tongue skupiny Poison a následujícího roku na Diablo Canyon od Outlaws.